# Сирим Абдухаліков
Сирим Абдухаліков (нар. 7 серпня 1987) — колишній казахський тенісист.
Найвищу одиночну позицію світового рейтингу — 544 місце досяг 19 жовтня 2009, парну — 453 місце — 17 серпня 2009 року.

## Титули ITF Ф'ючерс

### Одиночний розряд: (2)
| Ранг | Дата     | Турнір                 | Покриття | Суперник         | Рахунок  |
| ---- | -------- | ---------------------- | -------- | ---------------- | -------- |
| 1.   | Тра 2007 | Греція F1, Кос         | Тверде   | Майлз Касірі     | 6–4, 6–2 |
| 2.   | Жов 2008 | Пакистан F2, Ісламабад | Ґрунт    | Вадим Алексеєнко | 6–4, 6–3 |

### Парний розряд: (2)
| Ранг | Дата     | Турнір                  | Покриття | Партнер        | Суперники                       | Рахунок          |
| ---- | -------- | ----------------------- | -------- | -------------- | ------------------------------- | ---------------- |
| 1.   | Лип 2007 | Грузія F2, Тбілісі      | Тверде   | Сергій Бетов   | Клеман Морель Шарль Рош         | 2–0, ret.        |
| 2.   | Кві 2009 | Узбекистан F2, Наманган | Тверде   | Олексій Кедрюк | Олексій Філенков Андрій Плотний | 6–4, 3–6, [10–6] |